# Juan Valladares de Valdelomar
Juan Valladares de Valdelomar (Córdoba, 1555-¿1630?) fue un soldado, sacerdote y escritor español del siglo XVII.

## Biografía
Su familia pertenecía al patriciado hidalgo de Córdoba. De joven fue soldado algo más de un año en Italia y fue asaltado y secuestrado por unos piratas turcos. Ya libre, estudió en el colegio jesuita de Córdoba, entonces denominada a veces Sansueña, como la localidad zaragozana. Si hemos de creer a su autobiografía, se alistó en la desastrosa expedición a Marruecos del rey Sebastián de Portugal y sobrevivió a la batalla de Alcazarquivir, a la que dedicó un poema en octavas que se ha perdido, aunque fue hecho esclavo de un judío en Tetuán; su madre pagó el rescate y volvió a España. Finalmente, tras mucho vagabundeo, se ordenó sacerdote en Roma, en 1602, a los cincuenta y siete años. A esa edad tenía compuestos e inéditos (aunque algunas de sus obras intentó publicarlas en vano) trece tomos de obras en prosa y verso, no pocas de ellas devotas (y algunas sobre materia tan particular como el exorcismo), y las restantes sobre contenidos muy varios, desde jeroglíficos y enigmas a medicina, cirugía y astronomía, pero nada ha quedado de ellas, salvo una extensa obra autobiográfica en dos volúmenes y con algo más de setecientas páginas de texto, el Cavallero venturoso..., terminada hacia 1617 pero no impresa, en cuyo prólogo ataca sin piedad la prosa de ficción de su época y en especial el Quijote:

Como autor, sacerdote y solitario, no te pongo aquí ficciones de la Selva de aventuras, no las batallas fingidas del Caballero del Febo, no sátiras y cautelas del agradable Pícaro; no los amores de la pérfida Celestina, y sus embustes, tizones del infierno; ni menos las ridículas y disparatadas fisgas de Don Quijote de la Mancha, que mayor la deja en las almas de los que lo leen, con el perdimiento del tiempo; sino doctrina pura y sincera, casos verdaderos fielmente tratados, ajenos de artificio y doradura

En efecto, se trata de una obra ejemplar y moral, aunque también es narrativa y autobiográfica (aunque escrita en tercera persona) y transcurre por tierras de España (Córdoba, Castro del Río, Sierra Morena, Madrid, Valencia, Cartagena, Barcelona, Cádiz, Orense), Italia (Nápoles, Tarento, Roma, Génova, Cagliari) y norte de África (Ceuta, Tánger, Tetuán). La obra está dedicada a la poderosa señora María Sidonia Riderer, condesa de Barajas. Incluye numerosos versos en español y latín y no pocos pasajes paralelos a los del Quijote. Por estas y otras razones de peso y que no pueden pasarse por alto (entre ellas, que lleve una "Aprobación" de Lope de Vega y que incurra en los mismos rasgos de estilo), el hispanista argentino Arturo Marasso (1890-1970) concluyó que quizá pudo ser el autor real del Quijote apócrifo de 1614 bajo el pseudónimo de Alonso Fernández de Avellaneda, o que conocía a Miguel de Cervantes (cuya familia era originaria de Córdoba) y pudo ser aludido en varios pasajes de la segunda parte.
Juan Valladares se hallaba todavía vivo en 1630, pues se ha conservado su nombre como víctima de un proceso incoado ese año por intentar introducir en Madrid sin permiso una tal Orden de las caballeros de San Jorge, en la cual había sido aceptado en Nápoles en 1585. Por lo visto, se titulaba gran prior y comendador mayor de la misma.

## Obras
- Juan Valladares de Valdelomar, Cavallero venturoso, con sus extrañas aventuras y prodigiosos trances adversos y prósperos. Historia verdadera. Verso y prosa admirable y gustosa, pról. Adolfo Bonilla y San Martín y Manuel Serrano y Sanz, Madrid, B. Rodríguez Sena, 1902, 2 vols.